# In vivo
In vivo (Latin: i liv) er en betegnelse, som benyttes i biologi og lægevidenskab om eksperimenter, der foretages i en levende organisme. Dyreforsøg (specielt vivisektion) og kliniske forsøg er eksempler på in vivo-forskning.
Det er almindeligt at udføre in vivo-forsøg på mus og rotter, og også mennesker benyttes, f.eks. i de sidste faser af forsøg med ny medicin eller som led i undersøgelser i forbindelse med visse sygdomme, f.eks. undersøgelser af nedbrydningshastigheden af et fremmedstof ved måling af metabolitter i urin.
Fordelen ved in vivo-eksperimenter, i forhold til in vitro-eksperimenter, er, at man kan måle virkningen på hele organismen. Ved test af medicinske præparater kan dette være med til at opdage bivirkninger.